# Ганна Паскевич
Ганна Йосипівна Паскевич (до шлюбу Коробанько або Коробовська) (1766 — лютий 1829) — білоруська дворянка. Мати генерал-фельдшмаршала Російської імператорської армії Івана Паскевича.

## Життєпис
Походила з могильовського шляхетського роду Коробаньків. Народилась у сім'ї шляхтича, могильовського війта Йосипа (Юзефа) Коробанька. У 1772 році, після першого поділу Речі Посполитої, коли територія Східної Білорусі була приєднана до Російської імперії, батько присягнув на вірність імператорці Катерині ІІ, зберігши земельні володіння та належність до дворянського стану. Його родовий маєток складався з села Щеглиці та ще кількох сіл у Могильовській губернії.
Ганна стала дружиною Федора Паскевича, сина бунчукового товариша Григорія Паскевича, заможного полтавського поміщика. Через рік, 8 травня 1782 року, народила сина Івана. У наступні роки народились Йосип (1784), Степан (1785), Костянтин (1790) і Федір (1792). Четверо з синів зв'язали свої долі з військовою кар'єрою: Йосип і Костянтин дослужились до звань полковника, Федір — до генерал-майора, Іван — до найвищого військового чину генерал-фельдмаршала. Степан обрав цивільну службу, ставши дійсним статським радником, тамбовським і курським губернатором.
Ганна Паскевич пішла з життя в лютому 1829 року і була похована у родовому селі Щеглиці. 18 липня 1889 року внук Федір Іванович Паскевич перепоховав її разом з чоловіком Федором Григоровичем, сином Іваном і невісткою Єлизаветою в родинній усипальниці Паскевичів в Гомелі.

## Портрет
У фондах музею Гомельського палацово-паркового ансамблю зберігається мініатюрний портрет Ганни Паскевич, виконаний аквареллю на кістці. На портреті зображена ще молода жінка зі спокійним поглядом і ледь помітною усмішкою на вустах. Її вбрання вказує на статус одруженої жінки дворянського стану, далекої від показних розкошів, салонних розваг. Її доля — тихе родинне життя, хатні клопоти та виховання дітей.